# Italia e Svizzera

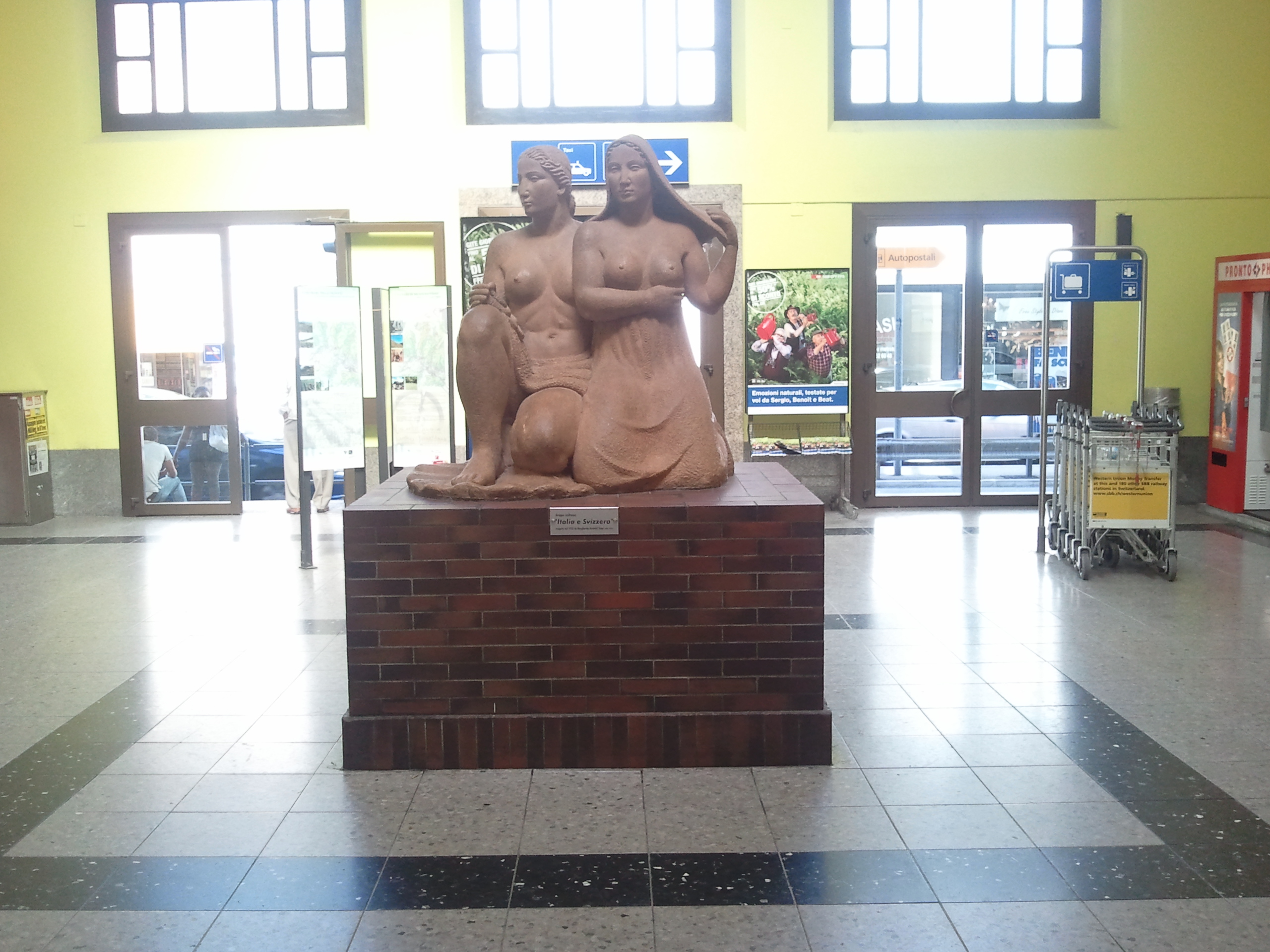
«Italia e Svizzera» (2010)

Italia e Svizzera (deutsch: Italien und die Schweiz) ist eine Kunststeinplastik von Margherita Osswald-Toppi, die seit 1933 im Schweizer Bahnhof Chiasso an der Grenze zwischen Italien und der Schweiz steht.

## Geschichte
Im April 1932 wurde das neue Stationsgebäude von Chiasso eingeweiht. Zur selben Zeit schrieben die SBB einen öffentlichen Wettbewerb für die Ausschmückung der Schalterhalle aus. Von 21 eingegangenen Entwürfen für ein bildhauerisches Werk bedachte die Jury am 1. Juni 1932 jenen von Margherita Osswald mit dem ersten Preis. Ebenfalls prämiert wurden Louise Wiget, Max Uehlinger und Wilhelm Schwerzmann. In der Sparte Malerei gewann der Freskoentwurf Der Emigrant von Pietro Chiesa.
Die Plastik Italia e Svizzera wurde am Abend des 6. Juni 1933 im Beisein zahlreicher Schaulustiger erstmals enthüllt. Gemäss einem Bericht sei das Publikum in Gelächter und Kopfschütteln ausgebrochen und habe dann laut protestiert. Das Personal habe die Statue daraufhin eilends wieder verhüllt, was mit Applaus und Bravorufen quittiert worden sei.

## Beschreibung und Deutung
Da das Modell in Terrakotta geschaffen war und der Farbton beibehalten werden sollte, verwendete Osswald für die finale Ausführung einen bräunlich getönten Kunststein. Die Plastik zeigt zwei barbusige kniende Frauen in Überlebensgrösse, die die Nationalallegorien Italia und Helvetia darstellen. Es ist nicht auszumachen, welche Figur welches Land repräsentiert. Die beiden blicken sich nicht an, zum Zeichen der Verbundenheit hat die linke Figur jedoch ihren Arm über die Schulter der rechten gelegt, den diese mit ihrer Linken greift.
Das Werk symbolisiert die Freundschaft zwischen den beiden benachbarten Statuen. Georg Kreis zählte es zu den «Bundesdenkmälern», mit denen die erst im 19. Jahrhundert der Schweiz beigetretenen Kantone ihre Verbundenheit mit der Eidgenossenschaft zum Ausdruck brachten.

## Rezeption
Die Reaktionen auf das Kunstwerk waren ambivalent. Die liberale Zeitung Il Dovere zeigte sich von der künstlerischen Qualität begeistert. Die Zeitschrift Das Werk lobte die «spontane, künstlerisch und menschlich eindrucksvolle Lösung» des «Denkmalauftrags». Von katholisch-konservativer Seite hingegen hagelte es Kritik. Die Zeitung Giornale del Popolo nannte die Statue eine «Ferkelei» (italienisch porcheria) und führte aus:

«La statua è molto male ambientata, volta le spalle a chi entra nella Stazione, è ingombrante – perchè la sala è relativamente piccola – è tozza, di nessun effetto artistico, e quello che è peggio di una nudità ributtante.»

«Die Statue ist sehr schlecht platziert, sie wendet denjenigen den Rücken zu, die den Bahnhof betreten, ist sperrig – weil die Halle relativ klein ist – und klobig, erzielt keinerlei künstlerische Wirkung, und, was am schlimmsten ist, sie ist von abstossender Nacktheit.»

Der Apostolische Administrator des Tessins Aurelio Bacciarini bat um eine Versetzung der Figur. Besorgte Mütter sollen jeweils eine Station vor Chiasso ausgestiegen sein, um den Anblick der nackten Brüste zu vermeiden.